# Páros műkorcsolya az 1968. évi téli olimpiai játékokon
Az 1968. évi téli olimpiai játékokon a műkorcsolya páros versenyszámát február 11. és 14. között rendezték. Az aranyérmet a szovjet Ljudmila Belouszova–Oleg Protopopov-páros nyerte. A versenyszámban nem vett részt magyar páros.

## Eredmények
Kilenc bíró pontozta a versenyzőket. A pontok alapján a bírók mindegyikénél külön-külön kialakult egy sorrend, az egyes szakaszokban (kötelező elemek, kűr) és az összesítésnél is, ez egy helyezési pontszámot is jelentett. Az egyes szakaszok, valamint az összesítés eredménye a következő kritériumok alapján alakult ki:
1. „Többségi helyezések száma”. Az a versenyző végzett előrébb, akit a bírók többsége előrébb rangsorolt. A bírók többsége azt jelentette, hogy a legjobb 5 helyezést adó bíró helyezési pontszámait vették figyelembe, de ha az 5. bíró helyezésével még volt azonos helyezés, akkor az(oka)t is figyelembe vették. Ezt az adatot tartalmazza az oszlop. (Pl. a „6×3+” azt jelenti, hogy a versenyző 6 bírónál az első 3 hely valamelyikén végzett.)
2. „Többségi helyezések összege” (a figyelembe vett bírók helyezési pontszámainak összege)
3. „Helyezések összege” (az összes bíró helyezési pontszámainak összege)
4. „Pont” (az összes bíró által adott összpontszám)

### Rövid program
A kötelező programot február 11-én rendezték.
| Hely. | Versenyzők                                                    | Többségi helyezések száma | Többségi helyezések összege | Helyezések összege | Pont  |
| ----- | ------------------------------------------------------------- | ------------------------- | --------------------------- | ------------------ | ----- |
| 1.    | Szovjetunió (URS)-1 · Ljudmila Belouszova · Oleg Protopopov   | 6×1+                      | 6,0                         | 12,0               | 103,6 |
| 2.    | Szovjetunió (URS)-2 · Tatyjana Zsuk · Alekszandr Gorelik      | 9×2+                      | 15,0                        | 15,0               | 103,3 |
| 3.    | NSZK (FRG)-1 · Margot Glockshuber · Wolfgang Danne            | 6×4+                      | 21,5                        | 40,0               | 99,8  |
| 4.    | NDK (GDR)-1 · Heidemarie Steiner · Heinz-Ulrich Walther       | 6×5+                      | 25,5                        | 47,0               | 99,3  |
| 5.    | Egyesült Államok (USA)-1 · Cynthia Kauffman · Ronald Kauffman | 5×5+                      | 17,0                        | 42,5               | 100,2 |
| 6.    | Szovjetunió (URS)-3 · Tamara Moszkvina · Alekszej Misin       | 5×6+                      | 24,5                        | 54,5               | 98,5  |
| 7.    | NSZK (FRG)-2 · Gudrun Hauss · Walter Häfner                   | 7×7+                      | 37,0                        | 52,5               | 99,2  |
| 8.    | Egyesült Államok (USA)-2 · Sandi Sweitzer · Roy Wagelein      | 6×9+                      | 43,5                        | 74,5               | 96,9  |
| 9.    | NDK (GDR)-2 · Irine Müller · Hans-Georg Dallmer               | 6×9+                      | 50,5                        | 84,5               | 95,6  |
| 10.   | Csehszlovákia (TCH)-1 · Bohunka Šrámková · Jan Šrámek         | 5×10+                     | 46,0                        | 94,0               | 94,2  |
| 11.   | Csehszlovákia (TCH)-2 · Liana Drahová · Peter Bartosiewicz    | 7×11+                     | 70,5                        | 95,5               | 94,2  |
| 12.   | NSZK (FRG)-3 · Mariane Streifler · Herbert Wiesinger          | 5×12+                     | 57,5                        | 111,5              | 91,7  |
| 13.   | Lengyelország (POL) · Janina Poremska · Piotr Scypa           | 5×13+                     | 48,5                        | 110,5              | 91,9  |
| 14.   | Egyesült Államok (USA)-3 · JoJo Starbuck · Kenneth Shelley    | 6×14+                     | 81,0                        | 127,0              | 89,6  |
| 15.   | Ausztria (AUT) · Evelyne Schneider · Wilhelm Bietak           | 7×15+                     | 98,0                        | 129,5              | 89,6  |
| 16.   | Kanada (CAN)-1 · Anna Forder · Richard Stephens               | 6×16+                     | 87,5                        | 139,0              | 87,2  |
| 17.   | Kanada (CAN)-2 · Betty McKilligan · John McKilligan           | 7×17+                     | 114,5                       | 150,5              | 85,0  |
| 18.   | Nagy-Britannia (GBR) · Linda Bernard · Raymond Wilson         | 9×18+                     | 159,0                       | 159,0              | 82,2  |

### Kűr
A kűrt február 14-én rendezték. A pontszám a bírók által adott pontok kétszerese.
| Hely. | Versenyzők                                                    | Többségi helyezések száma | Többségi helyezések összege | Helyezések összege | Pont  |
| ----- | ------------------------------------------------------------- | ------------------------- | --------------------------- | ------------------ | ----- |
| 1.    | Szovjetunió (URS)-1 · Ljudmila Belouszova · Oleg Protopopov   | 8×1+                      | 8,0                         | 9,5                | 105,8 |
| 2.    | Szovjetunió (URS)-2 · Tatyjana Zsuk · Alekszandr Gorelik      | 9×2+                      | 17,5                        | 17,5               | 104,5 |
| 3.    | NSZK (FRG)-1 · Margot Glockshuber · Wolfgang Danne            | 8×4+                      | 26,5                        | 31,5               | 102,3 |
| 4.    | NDK (GDR)-1 · Heidemarie Steiner · Heinz-Ulrich Walther       | 8×4+                      | 30,0                        | 35,0               | 101,9 |
| 5.    | Szovjetunió (URS)-3 · Tamara Moszkvina · Alekszej Misin       | 6×5+                      | 26,5                        | 43,5               | 100,9 |
| 6.    | Egyesült Államok (USA)-2 · Sandi Sweitzer · Roy Wagelein      | 6×7+                      | 38,0                        | 63,5               | 98,8  |
| 7.    | Egyesült Államok (USA)-1 · Cynthia Kauffman · Ronald Kauffman | 5×7+                      | 31,0                        | 67,0               | 98,4  |
| 8.    | NDK (GDR)-2 · Irine Müller · Hans-Georg Dallmer               | 5×8+                      | 37,0                        | 76,0               | 96,9  |
| 9.    | NSZK (FRG)-2 · Gudrun Hauss · Walter Häfner                   | 7×9+                      | 54,0                        | 73,0               | 97,2  |
| 10.   | Csehszlovákia (TCH)-1 · Bohunka Šrámková · Jan Šrámek         | 6×10+                     | 55,0                        | 89,5               | 95,8  |
| 11.   | NSZK (FRG)-3 · Mariane Streifler · Herbert Wiesinger          | 6×11+                     | 58,5                        | 93,0               | 95,5  |
| 12.   | Egyesült Államok (USA)-3 · JoJo Starbuck · Kenneth Shelley    | 5×12+                     | 57,5                        | 114,0              | 93,2  |
| 13.   | Ausztria (AUT) · Evelyne Schneider · Wilhelm Bietak           | 6×14+                     | 80,5                        | 127,0              | 91,3  |
| 14.   | Lengyelország (POL) · Janina Poremska · Piotr Scypa           | 5×14+                     | 61,5                        | 123,5              | 91,1  |
| 15.   | Csehszlovákia (TCH)-2 · Liana Drahová · Peter Bartosiewicz    | 7×15+                     | 99,0                        | 131,0              | 91,3  |
| 16.   | Kanada (CAN)-1 · Anna Forder · Richard Stephens               | 6×15+                     | 82,5                        | 130,5              | 91,0  |
| 17.   | Kanada (CAN)-2 · Betty McKilligan · John McKilligan           | 9×18+                     | 84,5                        | 156,5              | 84,9  |
| 18.   | Nagy-Britannia (GBR) · Linda Bernard · Raymond Wilson         | 9×18+                     | 85,5                        | 157,5              | 84,5  |

### Végeredmény
| Helyezés | Versenyzők                                                    | Helyezési pontszámok bírónként | Helyezési pontszámok bírónként | Helyezési pontszámok bírónként | Helyezési pontszámok bírónként | Helyezési pontszámok bírónként | Helyezési pontszámok bírónként | Helyezési pontszámok bírónként | Helyezési pontszámok bírónként | Helyezési pontszámok bírónként | Több. hely. száma | Több. hely. össz. | Hely. össz. | Pont  |
| Helyezés | Versenyzők                                                    | 1                              | 2                              | 3                              | 4                              | 5                              | 6                              | 7                              | 8                              | 9                              | Több. hely. száma | Több. hely. össz. | Hely. össz. | Pont  |
| -------- | ------------------------------------------------------------- | ------------------------------ | ------------------------------ | ------------------------------ | ------------------------------ | ------------------------------ | ------------------------------ | ------------------------------ | ------------------------------ | ------------------------------ | ----------------- | ----------------- | ----------- | ----- |
| Arany    | Szovjetunió (URS)-1 · Ljudmila Belouszova · Oleg Protopopov   | 1,0                            | 1,0                            | 2,0                            | 1,0                            | 1,0                            | 1,0                            | 1,0                            | 1,0                            | 1,0                            | 8×1+              | 8,0               | 10,0        | 315,2 |
| Ezüst    | Szovjetunió (URS)-2 · Tatyjana Zsuk · Alekszandr Gorelik      | 2,0                            | 2,0                            | 1,0                            | 2,0                            | 2,0                            | 2,0                            | 2,0                            | 2,0                            | 2,0                            | 9×2+              | 17,0              | 17,0        | 312,3 |
| Bronz    | NSZK (FRG)-1 · Margot Glockshuber · Wolfgang Danne            | 3,0                            | 3,0                            | 3,0                            | 3,0                            | 3,0                            | 3,0                            | 3,0                            | 4,0                            | 5,0                            | 7×3+              | 21,0              | 30,0        | 304,4 |
| 4.       | NDK (GDR)-1 · Heidemarie Steiner · Heinz-Ulrich Walther       | 4,0                            | 5,0                            | 4,0                            | 4,0                            | 4,0                            | 5,0                            | 4,0                            | 3,0                            | 4,0                            | 7×4+              | 27,0              | 37,0        | 303,1 |
| 5.       | Szovjetunió (URS)-3 · Tamara Moszkvina · Alekszej Misin       | 5,0                            | 6,0                            | 5,0                            | 5,0                            | 5,0                            | 4,0                            | 5,0                            | 6,0                            | 3,0                            | 7×5+              | 32,0              | 44,0        | 300,3 |
| 6.       | Egyesült Államok (USA)-1 · Cynthia Kauffman · Ronald Kauffman | 8,0                            | 4,0                            | 7,0                            | 6,0                            | 9,0                            | 7,0                            | 6,0                            | 5,0                            | 6,0                            | 5×6+              | 27,0              | 58,0        | 297,0 |
| 7.       | Egyesült Államok (USA)-2 · Sandi Sweitzer · Roy Wagelein      | 7,0                            | 7,0                            | 6,0                            | 7,0                            | 8,0                            | 8,0                            | 7,0                            | 7,0                            | 7,5                            | 6×7+              | 41,0              | 64,5        | 294,5 |
| 8.       | NSZK (FRG)-2 · Gudrun Hauss · Walter Häfner                   | 6,0                            | 8,0                            | 8,0                            | 8,0                            | 6,0                            | 6,0                            | 8,0                            | 8,0                            | 9,0                            | 8×8+              | 58,0              | 67,0        | 293,6 |
| 9.       | NDK (GDR)-2 · Irine Müller · Hans-Georg Dallmer               | 9,5                            | 10,0                           | 9,0                            | 11,0                           | 7,0                            | 9,0                            | 10,0                           | 9,0                            | 7,5                            | 5×9+              | 41,5              | 82,0        | 289,4 |
| 10.      | Csehszlovákia (TCH)-1 · Bohunka Šrámková · Jan Šrámek         | 9,5                            | 9,0                            | 10,0                           | 9,0                            | 10,0                           | 11,0                           | 11,0                           | 12,0                           | 10,0                           | 6×10+             | 57,5              | 91,5        | 285,8 |
| 11.      | NSZK (FRG)-3 · Mariane Streifler · Herbert Wiesinger          | 13,0                           | 11,0                           | 11,0                           | 10,0                           | 11,0                           | 10,0                           | 12,0                           | 10,0                           | 12,0                           | 6×11+             | 63,0              | 100,0       | 282,7 |
| 12.      | Csehszlovákia (TCH)-2 · Liana Drahová · Peter Bartosiewicz    | 11,0                           | 12,0                           | 13,0                           | 14,0                           | 13,0                           | 12,0                           | 15,0                           | 13,0                           | 13,0                           | 7×13+             | 87,0              | 116,0       | 276,8 |
| 13.      | Egyesült Államok (USA)-3 · JoJo Starbuck · Kenneth Shelley    | 14,0                           | 13,0                           | 12,0                           | 13,0                           | 14,0                           | 13,0                           | 16,0                           | 11,0                           | 15,0                           | 5×13+             | 62,0              | 121,0       | 276,0 |
| 14.      | Lengyelország (POL) · Janina Poremska · Piotr Scypa           | 16,0                           | 16,0                           | 14,0                           | 12,0                           | 12,0                           | 15,0                           | 9,0                            | 15,0                           | 11,0                           | 5×14+             | 58,0              | 120,0       | 274,1 |
| 15.      | Ausztria (AUT) · Evelyne Schneider · Wilhelm Bietak           | 12,0                           | 15,0                           | 15,0                           | 17,0                           | 15,0                           | 14,0                           | 13,0                           | 14,0                           | 14,0                           | 8×15+             | 67,0              | 129,0       | 272,2 |
| 16.      | Kanada (CAN)-1 · Anna Forder · Richard Stephens               | 15,0                           | 14,0                           | 16,0                           | 15,0                           | 16,0                           | 16,0                           | 14,0                           | 16,0                           | 16,0                           | 9×16+             | 138,0             | 138,0       | 269,2 |
| 17.      | Kanada (CAN)-2 · Betty McKilligan · John McKilligan           | 17,0                           | 17,0                           | 17,0                           | 16,0                           | 18,0                           | 17,0                           | 18,0                           | 17,0                           | 17,0                           | 7×17+             | 118,0             | 154,0       | 254,8 |
| 18.      | Nagy-Britannia (GBR) · Linda Bernard · Raymond Wilson         | 18,0                           | 18,0                           | 18,0                           | 18,0                           | 17,0                           | 18,0                           | 17,0                           | 18,0                           | 18,0                           | 9×18+             | 160,0             | 160,0       | 251,2 |